# Aya Nakamura
Pour les articles homonymes, voir Nakamura.
Aya Nakamura [aja nakamuʁa], nom de scène d'Aya Coco Danioko, est une chanteuse franco-malienne, née le 10 mai 1995 à Bamako au Mali.
Après des débuts remarqués sur les réseaux sociaux et de nombreuses collaborations, elle fait une percée lors de son premier album intitulé Journal intime, en 2017, certifié disque de platine en deux ans. En 2018, elle publie son deuxième album Nakamura, qui la fait connaître du grand public avec le single Djadja. Cet album est certifié disque de diamant, vendu à plus de 550 000 unités en France et plus de 1,2 million dans le monde. Il est l'album francophone le plus écouté au monde avec 1,9 milliard de streams en août 2024. Ses chansons se classent bien dans les pays francophones et à l'étranger.
En 2020, elle est l'artiste francophone féminine la plus écoutée sur Spotify avec 20 millions d'auditeurs mensuels. Elle sort cette même année son troisième album, Aya. Cet album est certifié double disque de platine en 2023, vendu à 200 000 exemplaires.
En janvier 2023, elle sort son quatrième album appelé DNK, en référence à son nom de famille Danioko. Il est certifié  disque de platine sept mois après sa sortie, avec 100 000 ventes. Elle entame une tournée nationale et internationale, ayant vendu l'ensemble des places de trois Accor Arena en 15 minutes, soit 60 000 places.
Aya Nakamura est invitée par Anna Wintour au Met Gala le 6 mai 2024, et à chanter lors du défilé Vogue World Paris, en juin 2024, une version orchestrée de Fly, dans une robe haute-couture Jean-Paul Gaultier. Cette prestation a été saluée par la critique et par des artistes comme Madonna.
Le 26 juillet 2024, elle chante à la cérémonie d'ouverture des Jeux olympiques d'été de 2024 et réalise le meilleur pic d'audience de la soirée avec 31,4 millions de téléspectateurs, meilleur pic d'audience de l'histoire de la télévision française.
Le 23 février 2025 à 1h48, le clip du single Djadja devient la quatrième chanson en langue française à dépasser le milliard de vues sur YouTube, derrière Dernière Danse de Indila, Papaoutai de Stromae et Ego de Willy William. Elle devient la première artiste africaine à avoir un clip avec plus de 1 milliard de vues. Elle devient également l'artiste francophone à atteindre le plus rapidement ce palier, soit en 6 ans.
Le 12 juin 2025, la statue d'Aya Nakamura fait son entrée au Musée Grévin.

## Biographie

### Jeunesse
Née à Bamako, au Mali, le 10 mai 1995, issue d'une famille de griots, elle est l'aînée d’une fratrie de cinq enfants. Sa famille arrive en France quelques mois après sa naissance et emménage à Aulnay-sous-Bois alors qu'elle est encore enfant. Son père est barman à l'aéroport de Roissy et sa mère est chanteuse et conteuse traditionnelle. 
Durant sa jeunesse, elle est retirée à ses parents et placée en foyer (ASE) pendant un moment, notamment à cause d’une relation très compliquée avec son père, qu’elle qualifie de « ténue ». Ce dernier n’a jamais écouté sa musique, vit désormais loin de la France et ne prend que rarement de ses nouvelles,.
Au niveau professionnel, elle hésite sur son avenir et entame des études de mode à La Courneuve : « Je voulais être modéliste, indique-t-elle, mais cela a cessé de me plaire, alors j’ai chanté ».

### Carrière

#### Débuts et premiers succès avecJournal intime(2014-2017)
Elle écrit ses premiers textes à 13 ans,. En 2014, à l'âge de 19 ans, elle publie son premier titre, Karma, sur Facebook. Passionnée par la série télévisée Heroes, elle choisit comme nom de scène, celui d'un des personnages de cette série : Hiro Nakamura. Elle compose ensuite avec Seysey une chanson de rupture amoureuse, J’ai mal, sur une mélodie de zouk love. La vidéo du titre dépasse le million de vues sur YouTube. Un ami de longue date, Dembo Camara, devient son producteur et agent artistique.
En 2015, avec le compositeur Christopher Ghenda, ils réalisent le titre Brisé, qui atteint treize millions de vues sur YouTube. Puis un autre titre en duo avec le rappeur Fababy, Love d'un voyou, qui est mieux accueilli encore sur YouTube. En référence à ses racines, elle réalise également un concert au stade omnisports Modibo-Keïta à Bamako, en première partie de Davido,, et consacre un titre à une des chanteuses maliennes les plus connues, Oumou Sangaré, née comme elle à Bamako. Celle-ci accepte de participer au clip musical correspondant et s'y montre complice.
En janvier 2016, la chanteuse décroche un contrat en maison de disque chez Warner Music (Parlophone). La même année, elle continue les collaborations et publie son deuxième single, Super Héros, en featuring avec le rappeur Gradur.
À la suite du succès et de l'accueil sur les réseaux sociaux, elle se lance dans la préparation d'un premier album, réalisé tardivement du fait de difficultés à démarrer avec un premier label, mais aussi de la naissance d'une petite fille,,. C'est le 25 août 2017, qu'elle publie son premier album intitulé Journal intime. Elle ne dit rien de sa grossesse à sa maison de disque avant le septième mois, « sinon ils ne m'auraient jamais signée » estime-t-elle. L'album est certifié disque d'or par le Syndicat national de l'édition phonographique (SNEP) en France en février 2018,. Le samedi 23 septembre 2017, elle participe à la Nuit du Mali à Bercy organisée par le Wati-Boss, Dawala, pour célébrer l'anniversaire du Mali à Paris en musique. Elle partage la scène avec Oumou Sangaré et d'autres artistes maliens tels que Cheick Tidiane Seck, Lassana Hawa, Mokobé, etc. L'album sera plus tard certifié disque de platine en mars 2020.

#### Nakamura(2018-2019)
En avril 2018, Aya Nakamura sort un titre, premier extrait d'un futur album, intitulé Djadja qui se positionne deux semaines consécutives à la première place du top singles français et certifié disque de diamant. Le titre devient très rapidement un « tube de l'été » et traverse également les frontières de la France, ou l'Afrique francophone, la Belgique et la Suisse. Il rencontre un franc succès aux Pays-Bas où pour la première fois une chanson francophone d'une artiste féminine prend la tête des ventes depuis 1961, époque où Édith Piaf avait déjà réussi cet exploit avec Non, je ne regrette rien, -, le titre y est certifié double disque de platine selon l'organisme officiel (3x Platine selon le site web français Pure Charts). Djadja est le premier titre en français depuis 2010 à atteindre la première place des ventes aux Pays-Bas, le dernier titre francophone fut Alors on danse du chanteur belge Stromae. Djadja est diffusé sur les radios allemandes, suédoises, roumaines et autrichiennes. Le clip cumule 951 millions de vues sur YouTube après sa prestation remarquée aux 34e Victoires de la musique, où elle est nommée deux fois. Son successeur, Copines, sorti en août 2018, entre 4e du classement des singles en France (streaming inclus) et est certifié lui aussi disque de diamant.
Le 2 novembre 2018, Aya Nakamura sort son deuxième album, intitulé Nakamura,. Cet album fait connaître la chanteuse du grand public, une notoriété grandissante propulsée par des singles au fort succès commercial.
Le 10 novembre 2018, elle participe à la 20e édition des NRJ Music Awards au Palais des festivals de Cannes, où elle est nommée dans deux catégories : « révélation francophone de l'année » et « chanson francophone de l'année » avec le titre Djadja. Le troisième single de l'album est le titre La dot, dont le clip est sorti le 19 décembre 2018. La dot est certifié single de diamant. Le quatrième single de l'album est le titre Pookie, certifié également single de diamant.
Fin juin 2019, a lieu la 19e édition de la cérémonie américaine BET Awards où elle est nommée dans la catégorie « meilleur artiste international »; elle y représente la France aux côtés de Dosseh. Elle devient alors la première artiste féminine francophone à être nommée dans cette catégorie et est pour l'instant toujours la seule.
Le 25 octobre 2019, Aya Nakamura sort une édition deluxe de Nakamura avec cinq titres inédits dont le single Soldat sorti quelques mois plus tôt.
Le 3 janvier 2020, il est annoncé que la chanteuse se produira au célèbre festival Coachella.
En juin 2020, la jeune femme dévoile un remix de son tube Djadja, en collaboration avec le chanteur colombien Maluma. Celui-ci a été visionné plus de 50 millions de fois sur YouTube.
L'album est officiellement certifié disque de diamant en France avec plus de 500 000 ventes. Il est également certifié disque de diamant à l'export, par le CNM, avec plus de 500 000 ventes à l'étranger. Au total, l'album cumule 1,3 million d'unités vendues dans le monde[réf. souhaitée].

#### Aya(2020-2021)
Aya annonce son retour avec un teaser de son nouveau titre intitulé Jolie Nana, sorti le 17 juillet,. Dans le même temps, la chanteuse atteint plus de 20 millions d’auditeurs par mois, elle est la 130e artiste mondiale la plus écoutée sur Spotify. Elle est alors l'artiste francophone féminine la plus écoutée sur cette plateforme. Jolie Nana est son troisième single à se hisser à la première place du classement après Djadja et Copines en 2018. La chanson est restée en tête du classement pendant 4 semaines et est certifiée single de diamant en France.
Le 9 octobre 2020, elle sort un nouveau single Doudou accompagné d'un clip publié sur YouTube. Une semaine plus tard, le 15 octobre 2020, la sortie du troisième album studio intitulé Aya est annoncée.
Aya sort le 13 novembre 2020 dans les bacs. Dans les quinze morceaux de ce nouvel album, elle se livre un peu plus, même si les thèmes des différents titres restent centrés sur les relations amoureuses, avec des rythmes dansants. Dans le titre Biff, elle réaffirme son identité de jeune femme indépendante : « J’me débrouille toute seule, ce que j’ai, je l’ai gagné toute seule » . L'album utilise toujours une langue française « élastique et inventive », enrichie d'argot et d'expressions personnelles. En même temps, elle confirme une volonté de sortir des frontières de l'hexagone avec, en ouverture de l'album, un duo associant une icône de la communauté noire britannique, Stormzy, pour Plus jamais, et en clôture, un autre duo, cette fois avec une rappeuse britannique, Ms Banks, pour Mon Lossa. Un rappeur français est aussi invité sur cet album, Oboy. Elle est désormais l'artiste francophone la plus écoutée dans le monde,.
À sa sortie, l'album se classe à la deuxième position du classement français devenant l'album de la chanteuse à se classer le plus haut ; son deuxième album Nakamura s'étant classé en troisième position. Aya bat également un autre de ses records, la chanson Plus Jamais en featuring avec Stormzy débute à la première place du classement français devenant donc le quatrième numéro un de la chanteuse après Djadja et Copines en 2018 et Jolie Nana quelques mois plus tôt ainsi que la première chanson à se hisser à cette place sans être un single d'un album. En février 2021, l'album est certifié disque de platine, après s'être vendu à 100 000 exemplaires, moins de trois mois après sa sortie.

#### Collaboration musicale, single et concert virtuel (2021-2022)
Le premier projet musical de la chanteuse en 2021 est la chanson C'est cuit, du trio américain Major Lazer, en collaboration avec le rappeur américain Swae Lee ; la chanson apparaît sur la version deluxe du quatrième album studio du groupe sortie le 26 mars 2021.
En avril 2021, elle indique ne plus avoir d'agent, gérant elle-même sa carrière.
Le 27 mai, la chanteuse dévoile une nouvelle chanson intitulée Bobo accompagnée d'un clip. La chanson entre dans le classement français à la 3e place.
En octobre 2022, Aya Nakamura se produit dans un concert virtuel interactif dans le jeu vidéo Fortnite.

#### DNK(2023-2024)
Le 6 janvier 2023, elle annonce par le biais d'un live la sortie de son nouvel album DNK le 27 janvier 2023. Son quatrième album se classe à la première place du top albums français pendant deux semaines consécutives et est certifié disque d'or un mois après sa sortie,, puis platine en août.
Le 17 août 2023, la chanteuse sort 3 nouveaux titres exclusifs : Come back ; Bisous ; Chérie qui s'ajoutent à son album sorti le 27 janvier 2023.
En 2024, Aya Nakamura sort Hypé en janvier 2024, puis elle sort le remix en mars 2024 avec Ayra Starr débutant 17e des classements musicaux britanniques. En février, elle sort Avec classe qui sera certifié platine quatre mois plus tard.
Le 25 avril 2024, Aya Nakamura ouvre la 2e cérémonie des Flammes, qui récompense les artistes français de la musique urbaine, avec un medley de ses tubes Oumou Sangaré, Baby, Beleck, Pookie et Hypé. Elle remporte également trois prix, celui d'album nouvelle pop pour DNK, d'artiste féminine de l'année ainsi que celui du rayonnement international.

##### Jeux olympiques 2024
Le 26 juillet 2024, elle chante pour la cérémonie d'ouverture des JO d'été de Paris créant un buzz mondial. Elle est alors accompagnée par des musiciens de la Garde républicaine et des choristes du Chœur de l'Armée française. Sa prestation sur le pont des Arts, très favorablement accueillie, est même devenue une véritable « trend » sur TikTok.
Le pic d’audience de la cérémonie, également devenu le plus grand pic d'audience de l'histoire de la télévision française, est atteint par son passage avec 31,4 millions de téléspectateurs.
Le commandant de la Garde républicaine a également pris la parole pour partager les coulisses de la prestation d’Aya. Il a salué ses qualités professionnelles  et a fermement réfuté toute allégation d'obligation, exprimant sa satisfaction que la Garde reste fidèle à ses valeurs d'ouverture et contribue à « propager la musique, sous toutes ses formes ».
D'après le fils de Charles Aznavour, Mischa Aznavour, Charles Aznavour « aurait adoré la performance d'Aya Nakamura sur le pont des Arts lors de la cérémonie d'ouverture des Jeux olympiques », comme il l'affirme à La Voix du Nord. Il ajoute que « les chansons de son père devaient être modernisées pour continuer d'exister », comparant cela à Molière, en précisant que « si on veut que ça continue de parler aux gens, on ne peut pas être passéiste ». Mischa conclut que rechanter les chansons de son père comme lui « n'a aucun intérêt »,.
En avril 2025, Jeremstar, rencontre Seda Aznavour et en profite pour lui demander ce qu'elle en a pensé. Elle dit: « Elle a fait un travail extraordinaire et a chanté merveilleusement bien. Mon père aurait aimé ça », et elle déplore les critiques injustes et violentes qu’Aya Nakamura reçoit.

#### 2025
Le 23 janvier 2025, elle se produit sur scène pour au Gala des Pièces Jaunes à Paris, aux côtés de Gims, Rosé, Katy Perry, Burna Boy ou encore John Legend,. C'est la première fois qu'elle chante à nouveau depuis sa prestation en ouverture des Jeux olympiques, six mois plus tôt.
En avril 2025, dans une interview accordée au magazine Billboard, Aya Nakamura a expliqué avoir quitté le label Rec.118 (Warner Music France). Après huit ans de collaboration elle a décidé de prendre son indépendance et de créer son propre label,,.
Après 8 mois d'absence et deux ans après son dernier album, Aya Nakamura sort le single Chimiyé le 20 février 2025, en changeant complètement de style musical en s'essayant à l'RnB. Elle utilise également le parlé-chanté. Le morceau est réalisé en collaboration avec Doums et Alpha Wann,.
Le 12 juin 2025, la statue d'Aya Nakamura fait son entrée au Musée Grévin,.

## Vie privée
Malienne de naissance, elle fait une demande d'acquisition de la nationalité française par naturalisation en 2017,, qu'elle obtient le 30 avril 2021.

### Vie sentimentale et descendance
Aya Nakamura donne naissance au printemps 2016 à sa première fille, prénommée Aïcha.
Entre 2018 et 2019, elle a une relation avec le rappeur Niska, relation dans laquelle elle est victime de violence conjugale.
En décembre 2020, pour la première fois sur les réseaux, elle s'affiche en couple avec le producteur de clips vidéos Vladimir Boudnikoff.
Le 6 janvier 2022, Aya Nakamura donne naissance à sa deuxième fille, prénommée Ava, dont le père est Vladimir Boudnikoff. Le 18 octobre 2022, Aya Nakamura confirme sa séparation avec Vladimir Boudnikoff, après deux ans de relation.

## Affaires judiciaires

### Accusation de parasitisme
En 2019, elle est accusée de parasitisme par un styliste. Ce dernier l'accuse de s’être inspirée, pour des tenues qu’elle porte dans le clip du single Pookie, de son travail sans son consentement. Il porte plainte et réclame 50 000 € (57 478,65 €2024) à la maison de production de Aya Nakamura en réparation du « préjudice subi du fait de la spoliation de son travail ».
En 2021, Aya Nakamura gagne le procès et le styliste est condamné à payer 8 000 € (9 004,79 €2024) comprenant 5 000 € (5 628 €2024) à verser à Aya Nakamura pour l’atteinte à son image et sa réputation, et 3 000 € (3 376,8 €2024) en frais de justice,.

### Violences réciproques sur conjoint
Le 23 février 2023, elle est condamnée par le Tribunal de Bobigny, ainsi que son ancien compagnon, Vladimir Boudnikoff, pour des violences réciproques sur conjoint et doit s'acquitter d'une amende de 10 000 € (10 200,05 €2024).

### Affaire raciste liée aux Jeux olympiques de 2024
En février 2025, on annonce que 13 personnes liées à l'extrême droite seront jugées le 4 juin 2025 à Paris. Ils sont accusés d’avoir déployé, en mars 2024, une banderole raciste visant la chanteuse Aya Nakamura, pour protester contre sa participation à la cérémonie d’ouverture des Jeux Olympiques de Paris 2024.
Le 4 juin 2025, treize membres du groupe d’ultradroite Les Natifs comparaissent devant le tribunal de Paris. Seuls trois prévenus sont présents à l’audience, où ils assument leur action, tout en affirmant qu’ils dénonçaient un choix politique et non la chanteuse elle-même.
Les membres du groupuscule, âgés de 20 à 31 ans, sont pour la plupart diplômés et certains sont proches de mouvements d’extrême droite comme le RN ou Reconquête. Ils adhèrent à la théorie du « grand remplacement » et certains reconnaissent tenir ouvertement des propos racistes dans des échanges sur les réseaux sociaux.
La procureure requiert des peines de prison avec sursis et des amendes contre les prévenus. Les parties civiles, dont SOS Racisme, dénoncent un climat raciste alimenté par ce type d’actions, rappelant les conséquences tragiques que cela peut avoir. Le jugement est prévu pour le 17 septembre 2025.

## Cyberharcèlement
Depuis le début de sa carrière, Aya Nakamura est régulièrement victime de racisme et de misogynie par les internautes mais également sur certains plateaux de télévision français, étant la cible de l'extrême droite,,,. Elle subit également une vague de haine et d'insultes sur les réseaux après que sa potentielle présence à la  cérémonie d'ouverture des Jeux Olympiques de Paris 2024 a été évoquée.

### Jeux olympiques de 2024
En mars 2024, il est annoncé que la chanteuse est possiblement pressentie pour participer à la cérémonie d'ouverture des Jeux olympiques d'été de 2024 à Paris, conformément au désir supposé du président de la République Emmanuel Macron. À cette occasion, il est envisagé qu'elle interprète une chanson d'Édith Piaf. Cette possible participation suscite des réactions à caractère raciste et xénophobe — dont une banderole déployée par un groupe d'extrême droite identitaire — et en retour une vague de soutien.
Le 15 mars, le parquet de Paris ouvre une enquête après un signalement de publications racistes visant la chanteuse,.
La nomination de la chanteuse pour la cérémonie provoque une vive réaction dans l'opinion publique. Un sondage d'Odoxa met en avant que 70 % des Français ont une opinion défavorable de la chanteuse en raison de sa musique ou de ses paroles (73 % d'entre eux) et parce qu'elle ne représenterait ni la jeunesse (60 %) ni la France (73 %). Pourtant, d'après un autre sondage Elabe, moins de la majorité rejetterait sa participation en amont des JO (49 %), estimant qu'il doit y avoir mieux comme choix d'artistes, alors que 21 % approuvent et 30 % n'ont pas d'avis.
Plusieurs célébrités lui apportent leur soutien face au cyberharcèlement, comme Dadju, Kalash, Benjamin Biolay, Carla Bruni, Camélia Jordana, Angèle, Gazo, Patrick Bruel, Hugues Aufray, KeBlack, Naza, Albina du Boisrouvray, Kalash Criminel, Wejdene, Joé Dwèt Filé, Dosseh, Lacrim, Kaaris, Landy, Leto, Jungeli, Vicky R, Davinhor, Lyna Mahyem, Bramsito, Franglish, Baloo, Paola Locatelli, Mister V, Michèle Torr, Lara Fabian, Michel Drucker, Still Fresh, Nej', S.Pri Noir, Eva, Vegedream, Isabelle Boulay, Ashe 22, Bilal Hassani, Lisandro Cuxi, Genezio, Kerchak, Oumou Sangaré, Lynda Sherazade, Niro, Hamza, Fally Ipupa, Jessy Matador, Kalika, Adèle Castillon, Eddy de Pretto, Médine, Clara Luciani,,,,.

## Image publique

### Mode
En février 2023, elle devient l'égérie internationale de Lancôme. Le 18 octobre 2023, sur sa chaîne Youtube, elle y poste un concert promotionnel au sein du Domaine de la Rose, à Grasse.
Le 6 mai 2024, Aya Nakamura a été invitée au Met Gala. Elle est la sixième chanteuse française à être invitée au Met Gala après Catherine Deneuve, Vanessa Paradis, Lou Doillon, Charlotte Gainsbourg et Carla Bruni.
Le 23 juin 2024, Aya Nakamura est choisie par Anna Wintour pour interpréter son single Fly au Vogue World Paris,, Place Vendôme.
Le 26 juillet 2024, elle chante pour l'ouverture des Jeux olympiques d'été de 2024 à Paris un medley de ses tubes Pookie et Djadja, y intégrant un extrait de For me formidable de Charles Aznavour.

## Filmographie
Le 1er octobre 2023, Aya Nakamura est annoncée comme nouveau membre du jury pour la troisième saison de l'émission de téléréalité musicale Nouvelle École.

## Tournées
De même que l'album sur lequel il est basé, le DNK Tour, la deuxième tournée d'Aya Nakamura , est annoncé le 6 janvier 2023. La tournée passe par l'Europe,, l'Afrique et les Caraïbes[réf. nécessaire].

## Distinctions
Tout au long de sa carrière, Aya reçoit plus d'une dizaine de prix dont deux Victoires de la musique, un NRJ Music Awards ou encore cinq Flammes ainsi que deux Grand prix Sacem et un W9 d'or ; elle se voit ainsi récompensée de tous les principaux prix musicaux français de variétés.
Son travail est également reconnu plusieurs fois au niveau international, Aya remportant des prix à la cérémonie espagnole des Los 40 Music Awards (en) et aux Music Moves Europe Awards (en). Elle est incluse dans la liste du magazine Forbes. De plus, elle est plusieurs fois nommée à la cérémonie américaine des BET Awards ainsi qu'aux MTV Europe Music Awards.
| Année | Prix                         | Catégorie                                          | Travail nommé                       | Résultat   |
| ----- | ---------------------------- | -------------------------------------------------- | ----------------------------------- | ---------- |
| 2018  | NRJ Music Awards 2018        | Chanson francophone de l'année                     | Djadja                              | Nomination |
| 2018  | NRJ Music Awards 2018        | Révélation de l'année                              | Elle-même                           | Nomination |
| 2018  | W9 D'OR                      | Artiste féminine la plus écoutée                   | Elle-même                           | Lauréat    |
| 2019  | MTV Europe Music Award       | Meilleur(e) artiste français(e)                    | Elle-même                           | Nomination |
| 2019  | BET Awards                   | Meilleure artiste internationale (France)          | Elle-même                           | Nomination |
| 2019  | NRJ Music Awards 2019        | Chanson francophone de l'année                     | Pookie                              | Nomination |
| 2019  | NRJ Music Awards 2019        | Performance francophone de la soirée               | Pookie                              | Nomination |
| 2019  | NRJ Music Awards 2019        | Artiste féminine francophone de l'année            | Elle-même                           | Nomination |
| 2019  | Victoires de la Musique      | Album de Musique Urbaine                           | Nakamura                            | Nomination |
| 2019  | Victoires de la Musique      | Chanson Originale                                  | Djadja                              | Nomination |
| 2019  | Music Moves Europe Award     | Public Choice Awards                               | Elle-même                           | Lauréat    |
| 2019  | All Africa Music Awards      | Meilleur artiste francophone                       | Elle-même                           | Nomination |
| 2019  | All Africa Music Awards      | Artiste de l'année                                 | Elle-même                           | Nomination |
| 2019  | All Africa Music Awards      | Artiste qui dépasse les frontières avec sa musique | Elle-même                           | Nomination |
| 2019  | All Africa Music Awards      | Meilleure artiste féminine de l'Afrique de l'Ouest | Elle-même                           | Nomination |
| 2019  | All Africa Music Awards      | Meilleure Collaboration                            | Sucette (feat. Niska)               | Nomination |
| 2019  | All Africa Music Awards      | Chanson de l'année                                 | Pookie                              | Nomination |
| 2019  | Forbes Europe                | 30 Under 30 : Youngest                             | Elle-même                           | Inclus     |
| 2020  | MTV Europe Music Award       | Meilleur(e) artiste français(e)                    | Elle-même                           | Nomination |
| 2020  | NRJ Music Awards 2020        | Artiste féminine francophone de l'année            | Elle-même                           | Lauréat    |
| 2020  | Deezer Awards                | Artiste féminine de l'année                        | Elle-même                           | Lauréat    |
| 2020  | LOS40 Music Awards (en)      | Révélation internationale de l’année               | Elle-même                           | Lauréat    |
| 2020  | Grand Prix Sacem             | Grand Prix du répertoire Sacem à l’export          | Elle-même                           | Lauréat    |
| 2020  | Grand Prix Sacem             | Grand Prix de la SDRM                              | Djadja                              | Lauréat    |
| 2020  | BreakTudo Awards             | Artiste en devenir                                 | Elle-même                           | Nomination |
| 2020  | BreakTudo Awards             | Latin Hit                                          | Djadja (Remix) (feat. Maluma)       | Nomination |
| 2020  | Social Music Awards          | Collaboration & Influence de l’année               | Elle-même x M•A•C Cosmetics         | Lauréat    |
| 2021  | Victoires de la musique      | Artiste féminine                                   | Elle-même                           | Nomination |
| 2021  | BET Awards                   | Meilleure artiste internationale (France)          | Elle-même                           | Nomination |
| 2022  | Victoires de la musique      | Album le plus streamé d'une artiste féminine       | Aya                                 | Lauréat    |
| 2022  | NRJ Music Awards 2022        | Artiste féminine francophone de l'année            | Elle-même                           | Nomination |
| 2022  | NRJ Music Awards 2022        | Chanson francophone de l'année                     | Dégaine ft. Damso                   | Nomination |
| 2022  | MTV Europe Music Award       | Meilleur(e) artiste français(e)                    | Elle-même                           | Nomination |
| 2022  | All Africa Music Awards      | Best African Act In Diaspora (Female)              | Dégaine ft. Damso                   | Nomination |
| 2023  | Les Flammes                  | La flamme du clip de l'année                       | SMS                                 | Nomination |
| 2023  | Les Flammes                  | La flamme du morceau de l'année                    | Dégaine                             | Nomination |
| 2023  | Les Flammes                  | La flamme du featuring de l'année                  | Dégaine                             | Nomination |
| 2023  | Les Flammes                  | La flamme de l'artiste féminine de l'année         | Elle-même                           | Lauréat    |
| 2023  | BET Awards                   | Best International Act                             | Elle-même                           | Nomination |
| 2023  | All Africa Music Awards      | Artist Of The Year                                 | Elle-même                           | Nomination |
| 2023  | All Africa Music Awards      | Crossing Boundaries With Music Award               | Elle-même                           | Nomination |
| 2023  | Trace Awards                 | Best Album                                         | DNK                                 | Nomination |
| 2023  | Trace Awards                 | Best Artist - France & Belgium                     | Elle-même                           | Nomination |
| 2023  | NRJ Music Awards 2023        | Social Hit                                         | Baby                                | Nomination |
| 2023  | MTV Europe Music Awards      | Meilleur(e) artiste français(e)                    | Elle-même                           | Nomination |
| 2023  | MTV Europe Music Awards      | Best Afrobeats                                     | Elle-même                           | Nomination |
| 2024  | Victoires de la musique      | Artiste féminine                                   | Elle-même                           | Lauréat    |
| 2024  | Les Flammes                  | Concert de l'année                                 | Aya Nakamura à l'Accor Arena        | Nomination |
| 2024  | Les Flammes                  | Clip                                               | Baby                                | Nomination |
| 2024  | Les Flammes                  | Album nouvelle pop                                 | DNK                                 | Lauréat    |
| 2024  | Les Flammes                  | Rayonnement international                          | Elle-même                           | Lauréat    |
| 2024  | Les Flammes                  | Artiste féminine                                   | Elle-même                           | Lauréat    |
| 2024  | Les Flammes                  | Album Spotify de l'année                           | DNK                                 | Nomination |
| 2024  | BET Awards                   | Best International Act                             | Elle-même                           | Nomination |
| 2024  | Festival de Cannes           | Luxury & Lifestyle                                 | Elle-même, Publicis Luxe et Lancôme | Lauréat    |
| 2024  | MTV Europe Music Awards 2024 | Meilleur(e) artiste français(e)                    | Elle-même                           | Nomination |
| 2024  | AEAUSA 2024                  | Best Female Artist                                 | Elle-même                           | Nomination |
| 2024  | AEAUSA 2024                  | Best Music Video                                   | Hypé ft. Ayra Starr                 | Nomination |
| 2024  | AEAUSA 2024                  | Best Francophone Female Artist                     | Elle-même                           | Nomination |
| 2024  | NRJ Music Awards 2024        | Artiste féminine francophone de l'année            | Elle-même                           | Nomination |
| 2025  | Trace Awards                 | Meilleur artiste – Europe                          | Elle-même                           | Nomination |
| 2025  | Les Flammes                  | Rayonnement International                          | Elle-même                           | Lauréat    |
| 2025  | Les Flammes                  | Artiste féminine                                   | Elle-même                           | Nomination |
| 2025  | Les Flammes                  | Morceau de l'année                                 | Hypé ft. Ayra Starr                 | Nomination |
| 2025  | Les Flammes                  | Featuring européen et/ou international             | Hypé ft. Ayra Starr                 | Nomination |